# Eremiaphila rufula
Eremiaphila rufula es una especie de mantis de la familia Eremiaphilidae.

## Distribución geográfica
Se encuentra en Marruecos.